# Il Giardino Violetto
Il Giardino Violetto fue una banda italiana de rock gótico y deathrock formada en Roma a finales de los años 80. Formada por dos componentes, el grupo combinaba una instrumentación sencilla (guitarra, bajo), con una batería programada y el uso de elementos electrónicos.
El grupo se considera emblemático del movimiento gótico de aquellos años en Roma, aunque su trayectoria fuera ciertamente corta. Se recuerda una sola actuación del grupo en el Uonna Club de Roma antes de que el conjunto se disolviera (uno de los también sería el responsable del proyecto experimental Inexpiabile Obitus). La banda sólo grabó un trabajo en 1989 con Scarph Records titulado Danse Macabre, que incluye una versión musicada de las Letanías de Satán de Charles Baudelaire y una versión de Premature Burial de Siouxsie and the Banshees.
- Datos: Q5913826